# Compañía teatral Sánchez-Pastor
La Compañía Teatral Sánchez-Pastor o Compañía Teatral Roque Sánchez-Graciela Pastor, es una compañía de teatro de Paraguay fundada en 1957 por los teatristas paraguayos Roque Sánchez y Graciela Pastor. Durante medio siglo fueron un referente del teatro paraguayo y llevaron a escena más de 50 obras teatrales.
La Compañía contaba con dos elencos formados. Sumándose en el año 2014 el nuevo elenco Infantil "Malabares Teatro" dedicada netamente a interpretar obras para niños, realizando una labor específica en dicho elenco, de la mano de jóvenes actores.

## Actores y Actrices de la Compañía
Graciela Pastor,
Alberto Sánchez Pastor,
Alicia Sánchez,
Jorgi Rodríguez,
Atil Closs,
Jesús Closs,
Pedro Aquino,
Raúl Medina,
Pedro Maciel,
Marcelo Sánchez Garayo,
Daihana Calonge,
José Miguel Ortiz,
Benjamin Blanco,
Adan Gómez,
Miguel Ruiz,
Micaela Aquino,
María Montania,
Camilo Sánchez

## Historia
Entre las innumerables obras que representó la compañía figuran:
- Pacholí, de Juan Manuel Frutos Pane.
- Ña Lolo superstar, de Rovisa y Neneco Norton.
- Una flor ultrajada, de Rogelio Silvero.
- Adaptación de El médico rural, de Jorge Ritter.
- Adaptación de El sí de las niñas, de Leandro Fernández de Moratín.
- Adaptación de El malentendido, de Albert Camus.
- Adaptación de El avaro, de Molière.
- Héroes de papel (estreno, 2011), de autoría de Alberto Sánchez Pastor y dirigido por Wal Mayans.
- Emiliano, las huellas del zorzal (estreno, 2012), de autoría de Alberto Sánchez Pastor y dirigido por Wal Mayans.
- Tomasita del Pombero (estreno, 2013), de autoría de Alberto Sánchez Pastor y dirigido por Wal Mayans.
- "Pluft La fantasmita valiente" (estreno, 2014), de autoría de María Clara Machado
- Raza de Valientes (2024)[6]